# Kerndoel
Kerndoelen van het onderwijs zijn een aantal door het Nederlands ministerie van Onderwijs vastgestelde streefdoelen voor het basisonderwijs en de basisvorming in Nederland. De kerndoelen geven richtlijnen en minimumeisen voor het onderwijsaanbod en het niveau van kennis en vaardigheden dat kinderen opdoen. Basisscholen kiezen zelf een methode om de kerndoelen te halen.
In 1993 werden de kerndoelen voor het eerst vastgesteld. In 1998 werden de doelen niet alleen herzien, maar werd ook bepaald dat nieuwe kerndoelen voortaan ten minste 5 jaar zouden gelden. In 2004 publiceerde het ministerie een voorstel voor een volgende herziening, gebaseerd op conclusies van de commissie Wijnen uit 2001. Daarin is het aantal kerndoelen voor alle gebieden teruggebracht. Deze nieuwe kerndoelen gelden sinds september 2009 voor het hele basisonderwijs. Vanaf 2010 is de canon van Nederland onderdeel van de kerndoelen en dienen de vensters daarvan als uitgangspunt ter illustratie van de tijdvakken. Sinds 2012 is het 'leren respectvol om te gaan met seksualiteit en met diversiteit binnen de samenleving, waaronder seksuele diversiteit' onderdeel van de kerndoelen.
De kerndoelen zijn opgedeeld in twee soorten. Leergebiedspecifieke doelen gaan over specifieke vakken, zoals rekenen/wiskunde en taal/communicatie. Leergebiedoverstijgende doelen hebben betrekking op meer algemene vaardigheden, zoals sociaal gedrag, leerhouding, mens en natuur, mens en maatschappij en kunst en cultuur.